# Stan Bowles
Stanley Bowles (Collyhurst, Manchester, Lancashire; 24 de diciembre de 1948-24 de febrero de 2024) fue un futbolista británico que jugaba como delantero.

## Trayectoria
Comenzó su carrera como aprendiz en el Manchester City, aunque su temperamento feroz provocó su pelea con el entrenador Malcolm Allison y su liberación después de una serie de incidentes fuera del campo. Después de una breve y fallida estadía en Bury fue contratado por Ernie Tagg, gerente de Crewe Alexandra, entonces en la Cuarta División, donde su habilidad llamó la atención de varios clubes más importantes. 
En octubre de 1971 fue fichado por Carlisle United, en ese momento un equipo de la  Segunda División Inglesa, dónde anotó 13 goles en 36 partidos jugados. 
Después de un cambio de dirección en el club en septiembre de 1972 fue vendido a Queens Park Rangers por un mondo de £110 000 en reemplazo de Rodney Marsh, que había sido transferido al Manchester City. Bowles se hizo cargo de la camiseta número 10 de Marsh que otros jugadores se habían mostrado reacios a usar por temor a ser comparados desfavorablemente con el mercurial Marsh. Bowles no tuvo tantos escrúpulos en quitarse la camiseta y bromeó diciendo que, viniendo del norte, nunca había oído hablar de Marsh.
Bowles era a menudo considerado como una especie de personaje tanto dentro como fuera de la cancha. Se sabe que citó un incidente notable en sus días como jugador relacionado con el famoso trofeo de la FA Cup. Habiendo ganado la competición de la FA Cup cuatro días antes, Sunderland estaba exhibiendo el trofeo en Roker Park el 9 de mayo de 1973 cuando se enfrentaron al QPR en la antigua División 2. El trofeo había sido colocado en una mesa al costado del campo cuando Bowles cruzó directamente el parque y afirmó haber pateado la pelota a toda velocidad, enviando la Copa por los aires. Según Stan la multitud como era de esperar, se volvió loca, pero él se rio por última vez al anotar dos goles en el partido que terminó en una invasión del campo. Algunos informes sugieren que algunos de los jugadores del QPR habían apostado sobre quién podría ganar el trofeo primero. Sin embargo, esta versión de los hechos ha sido disputada y según Gordon Jago (gerente de QPR en ese momento), fue el compañero de equipo de Bowles, el defensa Tony Hazell, quien golpeó la copa con un despeje accidental.
Bowles pasó poco más de siete años en QPR, desempeñando un papel central en posiblemente el mejor equipo del club, el que terminó como subcampeón de la liga en 1975-76 con Dave Sexton como entrenador. Una encuesta de aficionados de 2004 lo vio votado como el mejor jugador de todos los tiempos del club. En 1979 se peleó con el nuevo gerente del QPR, Tommy Docherty. Bowles respondió a la súplica de Docherty de "Puedes confiar en mí, Stan" con "Prefiero confiar en mis gallinas al coronel Sanders". Docherty hizo que Bowles se entrenara con las reservas durante casi seis meses, antes de venderlo a Nottingham Forest en diciembre de 1979.
En el Nottingham Forest no logró asentarse bajo la dirección de Brian Clough y se descartó de la final de la Copa de Europa de 1980 después de que Clough se negara a permitir que jugara en el testimonio de John Robertson. Bowles fue esencialmente suplente del primer contrato de £1 millón en el mundo y antes de que terminara la temporada, Clough ya estaba apuntando al máximo goleador de Coventry City, Ian Wallace como su reemplazo. Luego, Bowles fue vendido a Leyton Orient por £100 000 después de hacer solo 23 apariciones en todas las competiciones. Al año siguiente se unió al Brentford y permaneció en el club hasta retirarse al final de la temporada 1982-83 pero salió de su retiro para unirse brevemente al club sin contrato durante la temporada antes de retirarse nuevamente en febrero de 1984. Recibió un testimonio en 1987 ganando £17 000. 
Después de la jubilación, continuó jugando a un nivel fuera de la liga para el Epping Town.

## Selección nacional
Hizo su debut con Inglaterra en un partido contra Portugal en abril de 1974 en el último partido de Alf Ramsey a cargo. A pesar de su habilidad indiscutible y sus actuaciones ligueras de alto nivel, jugó solo cinco partidos con su selección y anotó su único gol en 1974 en una victoria de 2-0 sobre Gales en Ninian Park.

## Muerte
Bowles murió de Alzheimer el 24 de febrero de 2024 a los 75 años.

## Equipos
| Periodo   | Club                 | Apariciones | Goles |
| --------- | -------------------- | ----------- | ----- |
| 1967–1970 | Manchester City FC   | 17          | 2     |
| 1970      | Bury FC              | 5           | 0     |
| 1970–1971 | Crewe Alexandra FC   | 51          | 18    |
| 1971–1972 | Carlisle United FC   | 33          | 12    |
| 1972–1979 | QPR                  | 255         | 70    |
| 1979–1980 | Nottingham Forest FC | 19          | 2     |
| 1980–1981 | Leyton Orient FC     | 46          | 7     |
| 1981–1984 | Brentford FC         | 81          | 16    |

## Palmarés

### Club
- Premier League: 1978-79
- Liga de Campeones: 1978-79
- Supercopa de Europa: 1979

### Individual
- Futbolista del Año por Aficionados del Brentford: 1981–82[13]
- Goleador de la UEFA Cup: 1977